# Kemnathen (Breitenbrunn)
Kemnathen (auch Kamnath) ist ein Gemeindeteil des Marktes Breitenbrunn im Bayerischen Landkreis Neumarkt in der Oberpfalz.

## Geographie

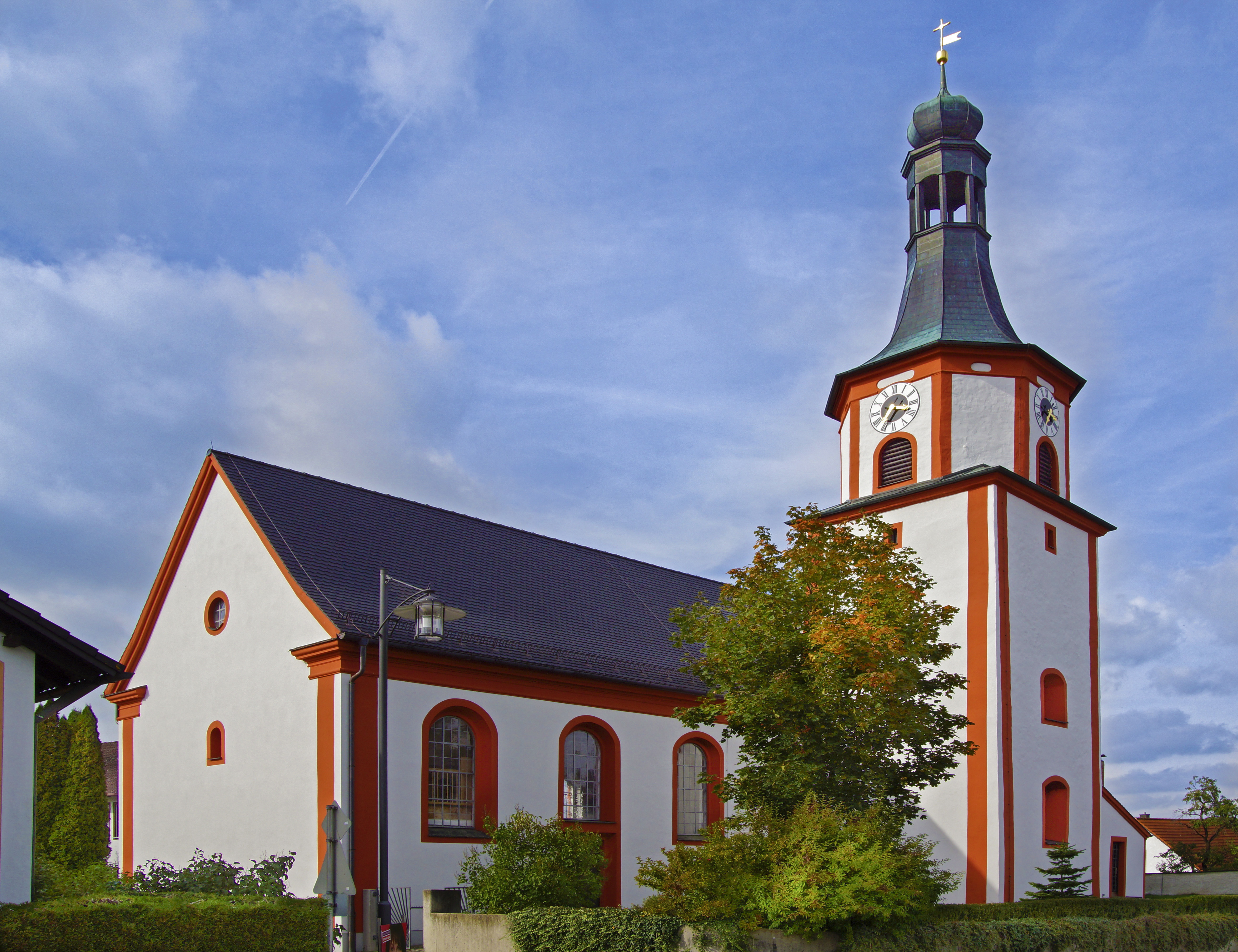
Katholische Kirche St Walburga in KemnathenInnenansicht

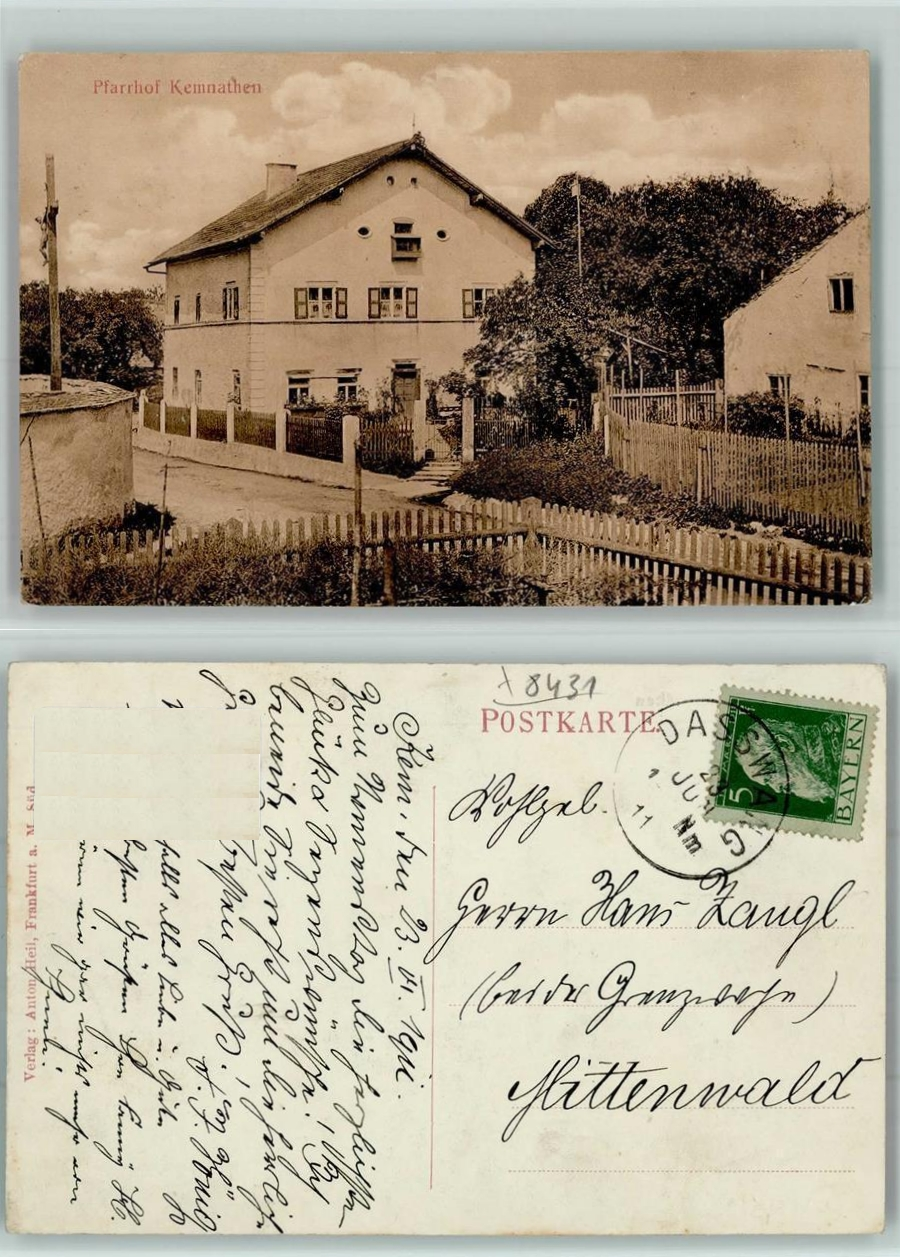
Kemnathen – Pfarrhof 1911

Das Pfarrdorf liegt im Oberpfälzer Jura, etwa 3,5 km nördlich des Gemeindesitzes, auf freier Flur.
Im Norden berührt die Kreisstraße NM 2 den Ort und kreuzt sich mit der östlich verlaufenden Staatsstraße 2234.

## Frühgeschichte
Aus der Zeit vor ca. 1700 v. Chr. (Jungsteinzeit) wurden in den Ortsregionen bei Kemnathen, Dürn, Breitenbrunn und Siegertshofen Artefakte vorzeitlichen menschlicher Besiedlung gefunden, so auch aus der Bronze-, frühen Hallstatt- und frühen Latènezeit (Hügelgräber).

## Geschichte

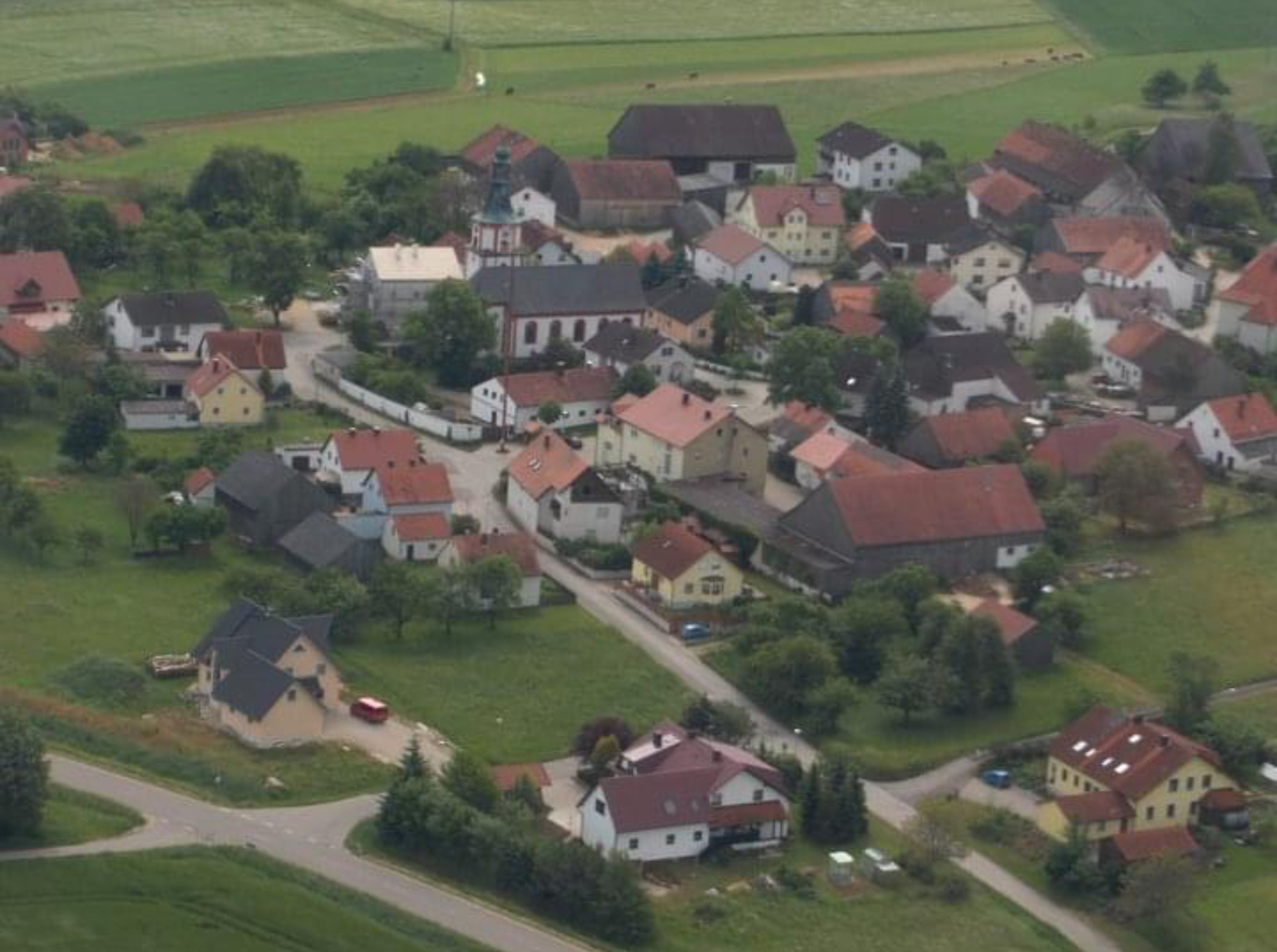
Luftaufnahme von Kemnathen (Ortskern) 2010

Im Jahr 1624 schenkt Kurfürst Maximilia I. seinem Feldherren Johann T’Serclaes von Tilly die Burg Breitenegg und Kemnathen.
1740 ließ Gräfin Maria Anna Katharina von Tilly die nach einem Brand zerstörte Katholische Pfarrkirche St. Walburga aus dem Jahr 1632 wieder aufbauen.
Das Pfarrdorf hatte im Jahre 1831 23 Häuser mit 127 Einwohnern und  gehörte zum Landgericht Hemau und Dekanat Berching.
Mit dem Gemeindeedikt im frühen 19. Jahrhundert entstand die Ruralgemeinde Kemnathen. 1956 wurde der Ort Rasch von der damaligen Gemeinde Buch nach Kemnathen umgegliedert.
Die größte ehemalige Gemeinde schloss die Burg Breitenegg mit ein und reichte bis an die Berghänge des historischen Ortskerns von Breitenbrunn. Sie umfasste folgende Orte:
| - Allersfelden - Aumühle - Bachhaupt - Breitenegg | - Geishof - Kemnathen - Langenried | - Matzlsberg - Rasch - Wenigkemnathen |

Im Rahmen der Gebietsreform wurde der Landkreis Parsberg, zu dem Kemnathen gehörte, am 1. Juli 1972 aufgelöst. Die Gemeinde wurde in den vergrößerten Landkreis Neumarkt einbezogen. Zum 1. Januar 1978 erfolgte die Eingemeindung in den Markt Breitenbrunn.

## Vereine
- Burschenverein Kemnathen[6]
- Frauenkreis Kemnathen
- Freiwillige Feuerwehr Kemnathen
- KAB Kemnathen-Rasch
- Krieger- und Reservistenkameradschaft Kemnathen-Rasch[7]

## Baudenkmäle
Die Liste der Baudenkmäler in Kemnathen umfasst vier Objekte.